# Norway's greeting to Theodore Roosevelt
Norway's greeting to Theodore Roosevelt is een compositie van Johan Halvorsen.
De Amerikaanse president Theodore Roosevelt bracht vlak na zijn aftreden een bezoek aan Oslo om een lezing te houden. Vier jaar eerder was hij ook al in Oslo geweest om de Nobelprijs voor de Vrede op te halen.
Halvorsen kreeg het verzoek een werk te schrijven die de Noors/Amerikaanse betrekkingen en bindingen weergaven. Halvorsen schreef daartoe een variatie van The Star-Spangled Banner, het Amerikaanse volkslied. Daardoorheen werd Noorse volksmuziek met de Hardangerviool en volkswijsje Ifjol gjœtt e gjeitinn ("vorig jaar hoedde ik de geiten") gemengd. Ook Yankee Doodle is te horen.

## Discografie
- Uitgave Simax: National Symfonieorkest van Letland o.l.v. Terje Mikkelsen